# Tipula (Sinotipula) persplendens
Tipula (Sinotipula) persplendens is een tweevleugelige uit de familie langpootmuggen (Tipulidae). De soort komt voor in het Palearctisch gebied.